# 南天満公園
南天満公園（みなみてんまこうえん、Minami-Temma Park）は、大阪市北区の大川北岸沿いにある都市公園。主に天満橋から天神橋の間に位置する。公園内には3面の人工芝コートを持つ南天満庭球場（屋外テニスコート）や、大阪府道801号大阪吹田自転車道線（自転車道）と施設を共用している桜並木道がある。
大川沿いのサクラの名所の一つである南天満公園では、毎年4月には並木道に数軒の屋台が並ぶとともに、公園内は花見をする来訪者で賑わう。また、桜の季節のみ夜間ライトアップも行われている（屋台や花見客の数は、大川上流の桜之宮公園の方が多い）。

## 施設等
- 南天満庭球場（テニスコート）

全天候型（人工芝）コート 3面
- 天神橋北交番
- 管南福祉会館
- モニュメント等
  - 天満青物市場跡碑 ： 17世紀に開設され、1931年に大阪市中央卸売市場本場に統合されるまで、この地に青物卸売市場が存在した。
  - 天満の子守歌歌碑[1] ： 青物を独占する天満に対抗し続けて来た木津や難波も唄われている。
  - 淀川三十石船舟唄歌碑[2] ： 対岸の八軒家浜から伏見まで運行された三十石船で唄われた船唄の歌碑。
  - 将棊島粗朶水制跡碑 ： 1771年に旧淀川と寝屋川・鯰江川合流部の隔流堤として築かれた将棊島に、1874年にオランダ人技師ヨハニス・デ・レーケ等により設置された粗朶水制の跡を示す石碑。なお、将棊島は昭和初期の河川改修によって八軒家浜と地続きになっている。

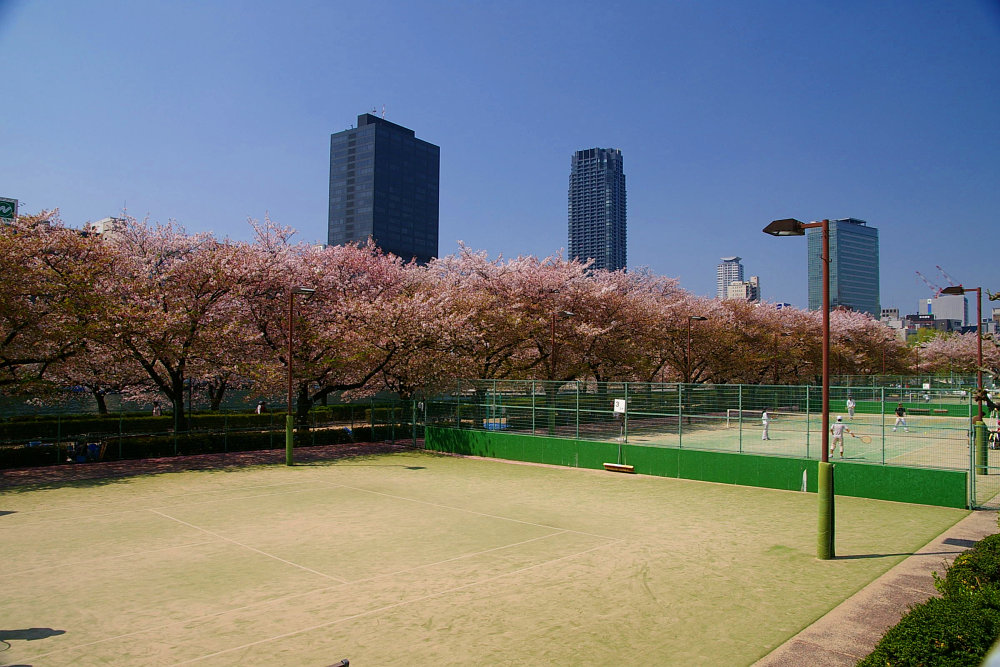
庭球場
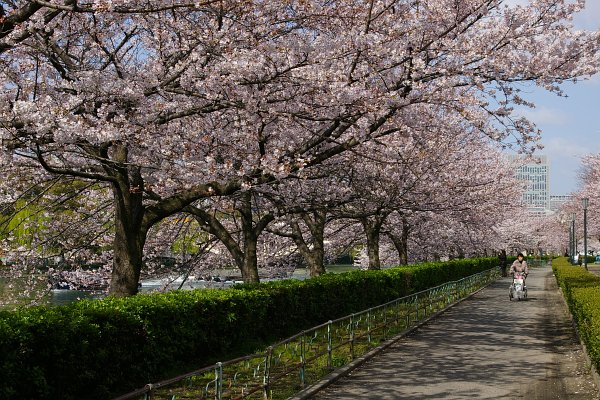
桜並木道
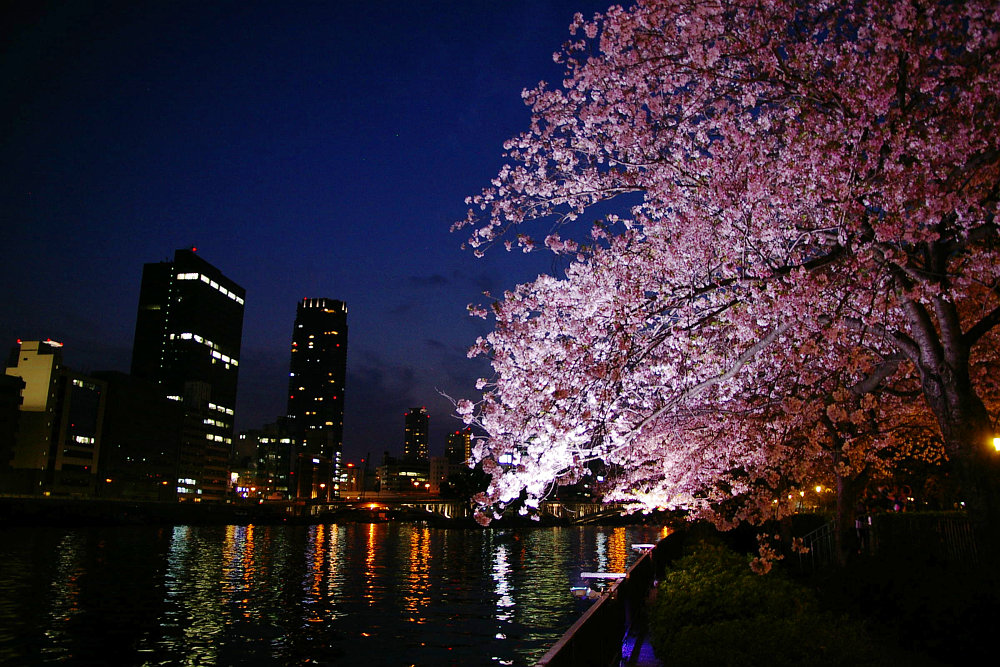
桜並木のライトアップ
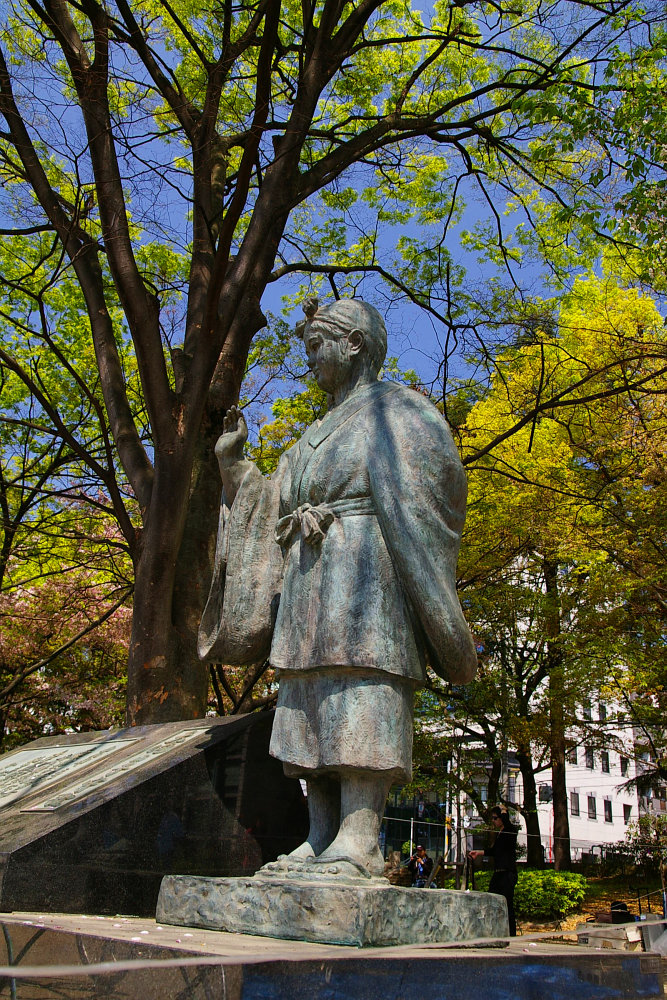
天満の子守歌歌碑
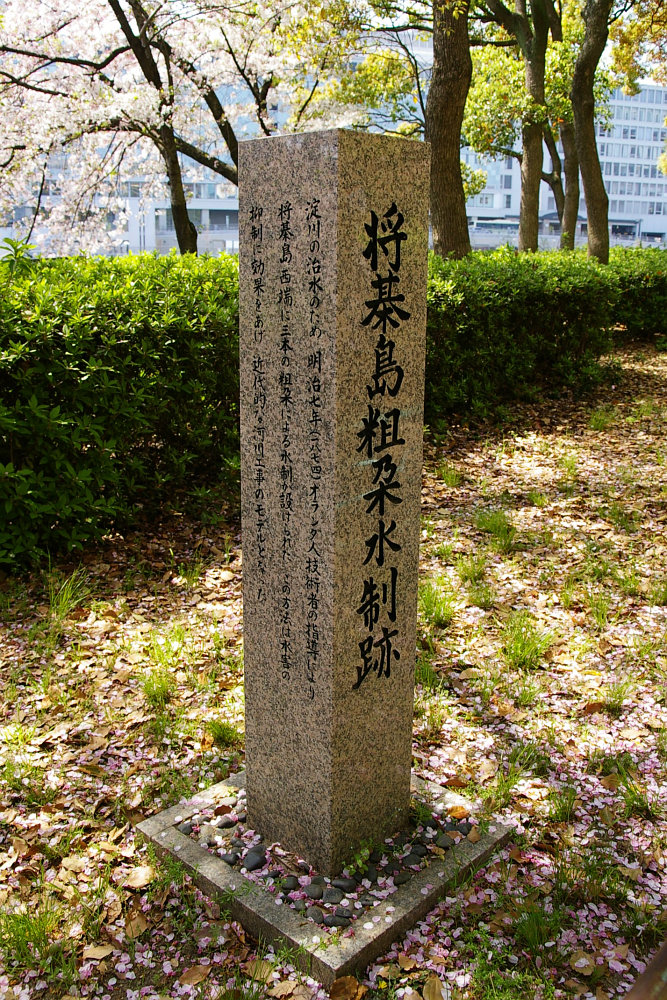
将基島粗朶水制跡碑

## 交通
- 天満橋駅 （京阪本線・京阪中之島線・地下鉄谷町線）

## 周辺情報
- 中之島公園
- 桜之宮公園
- 八軒家船着場
- 大阪城公園
- 大川
- 天満橋
- 天神橋